# Antivaleria viridimacula
Antivaleria viridimacula là một loài bướm đêm trong họ Noctuidae.